# Azot
Azot (N, łac. nitrogenium) – pierwiastek chemiczny o liczbie atomowej 7, niemetal z grupy 15 (azotowców) układu okresowego. W warunkach normalnych jest bezbarwnym, bezzapachowym gazem. Został odkryty w 1772 roku przez Daniela Rutherforda.
Azot jest podstawowym składnikiem powietrza (78,09% objętości), a jego zawartość w litosferze Ziemi wynosi 50 ppm. Wchodzi w skład wielu związków, takich jak: amoniak, kwas azotowy, azotyny oraz wielu ważnych związków organicznych (kwasy nukleinowe, białka, alkaloidy i wiele innych).
Stabilnymi izotopami azotu są 14N i 15N. W stanie wolnym występuje w postaci dwuatomowej cząsteczki N2. W cząsteczce te dwa atomy tego pierwiastka są połączone ze sobą wiązaniem potrójnym.

## Historia
Czysty azot otrzymał z powietrza Daniel Rutherford, usuwając z niego tlen przez spalanie substancji w zamkniętej przestrzeni. Powstały dwutlenek węgla usunął przez absorpcję w roztworze wodorotlenku potasu.
Łacińska nazwa powstała z połączenia łacińskiego nitrum (saletra) i greckiego genes (tworzący). Jako pierwszy polską nazwę – azot – zaproponował Filip Walter (1844). Używano też nazw dusień i saletroród.

## Otrzymywanie
Azot o wysokiej czystości można uzyskać poprzez termiczny rozkład azotynu amonu, jednak taki azot zawiera małe ilości tlenków azotu:
NH4NO2 → N2↑ + 2H2O
Najczystszy azot otrzymuje się przez rozkład termiczny w próżni azydku sodowego.
W laboratorium można otrzymać azot w wyniku łagodnego ogrzewania mieszaniny chlorku amonu (salmiaku) i azotynu sodu:
NH4Cl + NaNO2 → N2↑ + NaCl + 2H2O
W przemysłowej metodzie otrzymywania azotu skrapla się powietrze, stosując odpowiednie ciśnienie i temperaturę. W tych warunkach azot i wszystkie gazy znajdujące się nad nim na skali temperatur wrzenia skraplają się i są w otrzymanej cieczy. Trzy pierwiastki znajdujące się pod azotem: neon, wodór i hel pozostają w stanie gazowym i są przekazywane do oddzielnego procesu. Następny etap to frakcjonowanie poprzez podwyższenie temperatury (lub obniżenie ciśnienia), powodujące odparowanie ciekłego azotu. Odprowadzony azot jest powtórnie skraplany, przechowywany i transportowany w tzw. naczyniach Dewara lub w formie gazowej w temperaturze otoczenia w stalowych butlach.

## Wybrane związki azotu
Nieorganiczne:
- Tlenki azotu: tlenek diazotu (N2O), tlenek azotu (NO), tritlenek diazotu (N2O3), dwutlenek azotu (NO2), tetratlenek diazotu (N2O4), pentatlenek diazotu (N2O5)
- Związki z wodorem: amoniak, hydrazyna i azotowodór
- Kwasy: kwas azotowy i kwas azotawy
- Sole: azotany i azotyny, sole amonowe
- azotki

Organiczne:
- aminy
- amidy

## Właściwości
W warunkach normalnych jest bezbarwnym i bezwonnym gazem. W temperaturze −195,8 °C skrapla się pod normalnym ciśnieniem dając również bezbarwny ciekły azot, a po dalszym schłodzeniu, do −210,01 °C, zestala się.
Jest bierny chemicznie, co spowodowane jest bardzo wysoką energią wiązania potrójnego w cząsteczce N2, wynosi ona 945,33 ± 0,59 kJ·mol−1. Stopień dysocjacji w temperaturze 4000 K wynosi niecałe 3%. W podwyższonej temperaturze reaguje z metalami dając azotki, a także z innymi pierwiastkami, np. z wodorem tworzy amoniak, a z tlenem tlenki azotu, np.:
N2 + 3H2 ⇌ 2NH3      ΔG −22,0 kcal (0 °C)
N2 + O2 ⇌ 2NO      ΔG 43,2 kcal
Procesy te (współcześnie zwłaszcza synteza amoniaku) wykorzystywane są przemysłowo do wiązania azotu atmosferycznego w celu produkcji licznych związków azotu. Innym wysokotemperaturowym procesem przemysłowym wiązania azotu jest reakcja azotu z karbidem prowadząca do cyjanamidu wapnia:
CaC2 + N2 → CaCN2 + C
Naturalnie azot wiązany jest głównie przez bakterie azotowe w brodawkach roślin motylkowych oraz w trakcie wyładowań atmosferycznych.

## Odmiany alotropowe
W fazie stałej występuje w trzech odmianach alotropowych. Dwie pierwsze to α o regularnej strukturze krystalicznej, która w –237,5 °C przechodzi w heksagonalną formę β. Ponadto w 2020 r. uzyskano nową, wysokociśnieniową i wysokotemperaturową odmianę alotropową, której nadano nazwę azot czarny. Powstaje on pod ciśnieniem 1,4 mln atm. i w temp. ok. 4000 °C (dla uzyskania takiego ciśnienia stosuje się prasę wyposażoną w diamentowe kowadła, natomiast odpowiednio wysoką temperaturę zapewnia wiązka lasera). W warunkach tych otrzymano monokryształy tej formy pierwiastka i zbadano je za pomocą synchrotronowej rentgenografii strukturalnej oraz spektroskopii Ramana. Azot czarny ma strukturę polimeryczną, analogiczną do struktury fosforu czarnego. Atomy azotu tworzą pofałdowane warstwy, w których odległości międzyatomowe wynoszą 1,34 i 1,43 Å (dla porównania, odległość między atomami diazotu N≡N wynosi 1,10 Å, natomiast wiązanie N−N w hydrazynie ma 1,45 Å), natomiast minimalna odległość między atomami sąsiednich warstw to 2,33 Å, co wyklucza powstawanie wiązań kowalencyjnych między warstwami.

## Znaczenie biologiczne azotu
Należy do pierwiastków o bardzo dużym znaczeniu biologicznym. Wchodzi w skład wielu biocząsteczek, takich jak aminokwasy i białka, nukleotydy i kwasy nukleinowe. Większość organizmów nie jest zdolna do przyswajania azotu pierwiastkowego, z wyjątkiem bakterii azotowych wiążących wolny azot z powietrza, żyjących swobodnie w glebie lub symbiotycznych z roślinami bobowatymi (daw. motylkowatymi) bakterii brodawkowych. Dopiero w związkach, takich jak azotany, azotyny lub sole amonowe, jest przyswajalny przez rośliny.

### Wpływ azotu na organizm

#### Azot atmosferyczny
Azot pod normalnym ciśnieniem jest obojętny dla organizmów żywych. Może jednak wywołać objawy zatrucia u osób przebywających w powietrzu o zwiększonym ciśnieniu. W takich warunkach azot lepiej rozpuszcza się w płynach ustrojowych i tkankach bogatych w lipidy (np. w mózgu), co prowadzi do pojawienia się objawów zatrucia, takich jak:
- przy ciśnieniu 4 atm
  - euforia, skłonność do śmiechu, gadulstwo
  - spowolnienie reakcji na bodźce
- przy ciśnieniu 10 atm
  - ostre zaburzenia pracy mięśni, koordynacji ruchów
  - zawroty głowy
  - zaburzenia świadomości
- przy ciśnieniu powyżej 10 atm
  - po kilku minutach następuje utrata świadomości i śpiączka

Jeszcze bardziej niebezpieczne od rozpuszczania się azotu w tkankach jest jego wydzielanie się w postaci pęcherzyków gazu podczas zmniejszania ciśnienia. Prowadzić to może do groźnej dla zdrowia i życia choroby dekompresyjnej (kesonowej).

#### Związki azotu w pożywieniu i wodzie pitnej
Woda zawierająca więcej niż 45 ppm związków azotu jest uznawana za szkodliwą dla dzieci. Szczególnie toksyczne są azotyny. Ich obecność w glebie i wodzie pitnej jest jednak znikoma. Dość niebezpieczne dla środowiska jest składowanie związku azotu np. nawozów w zbiornikach z blachy ocynkowanej ze strony wewnętrznej, gdyż związki azotu wchodzą w reakcje ze związkami cynku i żelaza, a po zastosowaniu takiego nawozu powstałe związki przedostają się do wód gruntowych.

### Azot w glebie
Azot wolny z atmosfery nie jest przyjmowany przez rośliny, ponieważ wymagają one związków, dodatkowo 99% azotu glebowego pozostaje w związkach organicznych o zbyt złożonej budowie, by mogła je przyjąć większość gatunków roślin. Azotu, który może zostać przyjęty przez roślinny wyższe, jest przeciętnie mniej niż 34 kg/ha, a azotu w związkach – około 3385 kg/ha. Ilość azotu przyjmowanego może wynieść nawet do 112,5 kg/ha.

#### Wpływ azotu na wzrost roślin
Azot jest potrzebny roślinom głównie w fazie wzrostu, ze względu na możliwość akumulacji azotu przez roślinę, przy wysokim stężeniu azotu w glebie, absorpcja tego pierwiastka jest znacznie szybsza niż wzrost rośliny.
Przy niedoborze azotu rośliny rosną wolno, są słabe, bledsze oraz następuje zahamowanie kwitnienia. Kolor ten jest związany z deficytem chlorofilu, który bierze udział w procesie fotosyntezy. Skrajny niedobór azotu może powodować żółtawobrązowe zabarwienie fragmentów liści. Niedobór azotu w glebie może zostać uzupełniony przez nawożenie nawozami azotowymi lub poprzez zmianę uprawy na potrzebującą mniej azotu.
Nadmiar azotu nie jest w zasadzie szkodliwy dla rośliny, gdyż rośliny mogą sobie go akumulować, jednakże nadmiar związków azotu może powodować nadmierny wzrost rośliny i brak możliwości przyjmowania innych pierwiastków niezbędnych roślinie. Groźny jest za to nadmiar azotu połączony z niedoborem fosforu, potasu lub wody. Nadmiar azotu może szkodzić jakości i wielkości plonów. Nadmiar azotu jest szkodliwy dla drzew w przypadku mrozów. Rośliny mające za dużo azotu są ciemnozielone, wyglądają aż nazbyt dorodnie. Gleba posiadająca za dużo azotu powinna być nawożona nawozami zawierającymi potas i fosfor.

### Objawy niedoboru azotu u zwierząt i człowieka
Zaburzenie bilansu azotowego może powodować utratę masy ciała oraz obrzęki. W przypadku długotrwałego niedoboru może występować martwica lub marskość wątroby.

## Zastosowanie azotu
Ciekły azot jest stosowany jako środek chłodzący do uzyskiwania temperatur poniżej −100 °C. W postaci gazowej azot wykorzystywany jest jako najtańsza z dostępnych atmosfer ochronnych w wielu procesach przemysłowych, a także jako gaz roboczy w niektórych układach pneumatycznych.
Z azotu otrzymuje się amoniak oraz tlenki azotu wykorzystywane w produkcji kwasu azotowego, związki o dużym znaczeniu przemysłowym. Ponadto szeroko wykorzystuje się azotany, azotyny, hydrazynę, hydroksyloaminę i in. związki zawierające azot.